# São José do Rio Preto
São José do Rio Preto és una ciutat brasilera situada a l'estat de São Paulo. Està al nord de São Paulo, a una distància de 450 km d'aquesta. Té una superfície de 434 km², i una població estimada, l'any 2008 d'414.272 habitants. És l'onzena ciutat més gran de l'estat de São Paulo i té un índex de desenvolupament humà de 0.834, alta. La ciutat és un centro comercial en la seva regió, el nord-oest de l'estat.

## Història
A partiu de 1840, persones de Minas Gerais es van establir en el Sertão Paulista i van donar inici a l'explotació agricola i la cria de bestiars. La ciutat va ser fundada el dia 19 de març de 1852 per João Bernardino de Seixas Ribeiro, qui va liderar als habitants de les veïnes ciutats en la construcció d'una capella. El districte va ser creat en 1855, i el 19 de juliol de 1894 va ser emancipada de Jaboticabal, aconseguint la condició de municipi.

## Enllaços externs

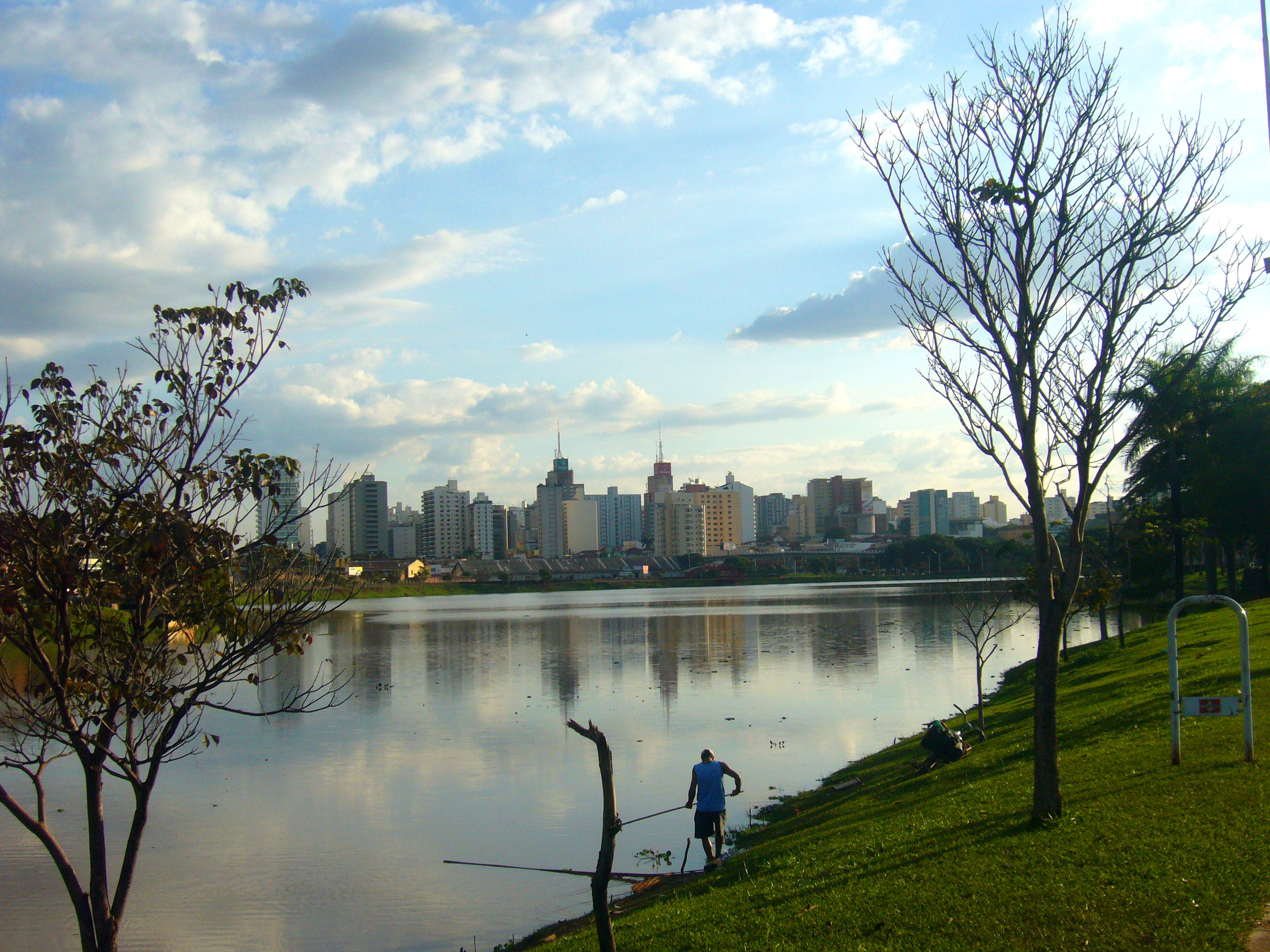
Vista de la ciutat.